# Tom Kraushaar
Tom Kraushaar (* 1975) ist ein deutscher Verleger. Er ist seit 2007 Verlegerischer Geschäftsführer des Klett-Cotta Verlags.

## Leben
Nach einer Ausbildung zum Verlagsbuchhändler im Suhrkamp Verlag Frankfurt Mitte der 1990er Jahre studierte Tom Kraushaar Neuere Deutsche Literatur, Italianistik und Betriebswirtschaftslehre an der Humboldt-Universität zu Berlin. Von 1999 bis 2002 war Kraushaar Herausgeber der Leipziger Literaturzeitschrift Edit – Papier für neue Texte und Geschäftsführer des Literaturverein EDIT e.V. 2002 wurde er mit dem Hermann-Hesse-Preis für deutschsprachige Literaturzeitschriften ausgezeichnet. Von 2003 bis 2005 war er als Assistent des Verlegers Alexander Fest im Rowohlt Verlag tätig.
2005 gründete er den Tropen Verlag GmbH gemeinsam mit Michael Zöllner in Berlin. Seitdem ist er Verleger. Er ist Träger des Karl-Heinz-Zillmer-Preis 2006 für besondere verlegerische Verdienste.
Tom Kraushaar ist seit Ende 2007 Verlegerischer Geschäftsführer des Klett-Cotta Verlags. Zusammen mit Michael Zöllner trat er die Nachfolge von Michael Klett an, der über lange Jahre die verlegerischen Geschicke des Verlages lenkte. Beim Eintritt in diese Stellung brachten beide den Independent-Verlag Tropen mit nach Stuttgart, der seither ein Imprint des Klett-Cotta Verlags ist. 2018 verließ der verlegerische Geschäftsführer Michael Zöllner den Klett-Cotta Verlag. Seitdem leitet Tom Kraushaar gemeinsam mit dem kaufmännischen Geschäftsführer Andreas Falkinger den Verlag. Seit 2022 hält er 25 % der Anteile an der J.G. Cotta’schen Buchhandlung Nachfolger GmbH.
Gemeinsam mit Michael Gaeb, Rebecca Servadio und Aleksi Siltala ist Tom Kraushaar Initiator des Aficionado Awards. Er ist Mitglied des European Advisory Boards der Princeton University Press.
Tom Kraushaar ist verheiratet und hat zwei Kinder.

## Veröffentlichungen
- (Hrsg. und Co-Autor): Theaterblut – Ein Theaterführer zu 52 anderen Bühnen in Berlin. Verlag für Theater, Berlin 1998.
- Die Nacht nach dem Morgen danach – Thomas Hettches umstrittener Roman „Nox“ kehrt aus der Verbannung zurück. In: Tom Kraushaar (Hrsg.): EDIT – Papier für Neue Texte. Nr. 23–28, Leipzig 1999–2002.
- (Hrsg.): Die Zonenkinder und Wir – Die Geschichte eines Phänomens. Rowohlt, Reinbek, 2004, ISBN 978-3-499-23672-3.